# Arthur Beyer (Grafiker)

Arthur Beyer (1975)

Arthur Beyer (* 6. November 1904 in St. Gallen; † 17. März 1982 ebenda) war ein Schweizer Grafiker und Maler.

## Leben

Arthur Beyer (1964)

Arthur Beyer wurde in St. Gallen geboren und wuchs dort auf. Er besuchte dort von 1920 bis 1924 die Gewerbeschule. 1925/1926 studierte er an der Staatlichen Akademie der Bildenden Künste Karlsruhe bei Wilhelm Schnarrenberger.
Nach Studienaufenthalten in Wien, Chartres, Rouen und Prag war er ab 1932 als Werbegrafiker und Kunstmaler in St. Gallen tätig. Bekannt wurde beispielsweise sein Plakat «Die Schweizer Hausfrau kauft Schweizer Ware» mit der als Signet für Schweizer Waren und Dienstleistungen und ab den 1930er-Jahren als nationales Wahrzeichen genutzten Armbrust des 1917 gegründeten und heute Swiss Label genannten Vereins. 1962–1973 folgten weitere Studienreisen in die Dolomiten, nach Korsika, Sylt und Le Tréport.
Ab den 1950er Jahren stellte er seine Werk an vier Schweizerischen Ausstellungen alpiner Kunst in Bern, Glarus, St. Gallen, Montreux, sowie an Ausstellungen in Herisau, Rheinfelden, Heiden und im Kunstmuseum St. Gallen aus. Ausserdem war er wiederholt (1970, 1971, 1974, 1975, 1976) an den Ausstellungen der Gesellschaft Schweizerischer Maler und Bildhauer im Stadttheater St. Gallen beteiligt.